# Maria Vandamme (série télévisée)
Pour les articles homonymes, voir Maria Vandamme.
Maria Vandamme est une mini-série française en 4 épisodes de 80 minutes, réalisée par Jacques Ertaud, d'après le roman éponyme Maria Vandamme de Jacques Duquesne, et diffusée à partir du 16 janvier 1989 sur TF1.

## Synopsis
Artois, fin du XIXe siècle : Maria Vandamme, orpheline, est élevée depuis l'âge de huit ans dans une ferme par des patrons rustres.
Un jour que son « maître » a voulu abuser d'elle, elle décide de prendre son destin en main et s'enfuit en pleine nuit. Blessée dans son escapade, elle est recueillie par Julie Quaghebeur, une brave dame qui vit seule. Mais le retour de son futur époux la rend jalouse de Maria. Elle décide alors de l'envoyer à Lille chez son frère Aloïs.
Arrivée là bas, Aloïs n'a pas le temps de s'occuper de Maria. Elle est donc contrainte d'aller travailler dans une usine textile pour subvenir à ses besoins. Mais son esprit rebelle est mal vu de ses patrons et elle est renvoyée.
Sa propriétaire lui propose alors une place dans un bar comme serveuse qui s'avère être en fait une maison close. Maria s'enfuit en mettant le feu au bordel. Elle est sauvée des flammes par un certain Blaise Riboulet.
Épuisée, elle ne trouve d'autres solutions que de retourner vers Aloïs, qui, cette fois, la recueille et la présente à ses patrons qui l'engagent comme femme de ménage.
Très vite, Aloïs et Maria tissent des liens intimes. Un soir de permission où ils se rendent dans un estaminet, Maria revoit Blaise et en tombe folle amoureuse, en ignorant toutefois qu'il est l'un de ces républicains recherchés par la police.
Aloïs, qui a trempé dans du trafic de tabac belge est écroué. Mme Rosset, chez qui Maria travaille, décide de la chasser mais l'envoie chez son frère Jérôme, médecin. Ne sachant où trouver de l'aide, elle fait appel à Blaise pour l'aider à faire sortir de prison Aloïs avant de partir à Douai chez le frère de sa patronne. Blaise la retrouve là bas et ils s'aiment. Mais, Blaise est recherché par la maréchaussée. Il doit se cacher et partir.
Maria ayant fait une promesse à Aloïs, le retrouve à sa sortie de prison. Ils se marient et ont une fille Catherine. Mais son cœur n'a de cesse de battre que pour Blaise.
La Guerre franco-prussienne est déclarée : Aloïs est mobilisé sur le front et Blaise fait parler de lui à Paris, sur le point de tomber du côté des républicains. Maria, avec l'aide de Baleine, un sympathisant républicain, accessoirement vendeur public, se rend à Paris après avoir appris la mort d'Aloïs sur le front...

## Fiche technique
- Jacques Duquesne (scénario et roman)
- Béatrice Rubinstein

## Distribution
- Corinne Dacla : Maria Vandamme
- Christian Kohlund : Blaise Riboullet
- Ronny Coutteure : Aloïs Quaghebeur
- Marie Dubois : Céleste Rousset
- Jacques Penot : le Dr Jérôme Dehaynin
- Bernard Fresson : M. Rousset
- Céline Ertaud Delrieu : Alice Rousset
- Johan Rougeul : Henri Rousset
- Jean Franval : Baleine
- Christophe Brault : Florimont Van Meulen
- Magali Clément : Julie Quaghebeur
- Patrick Laurent : Védrines
- Christine Armani : une Versaillaise
- Jean-Pierre Bagot : Jan Vangraefschepe
- Michel Lengagne : un paysan
- Teco Célio : Duveau

## Récompenses
- Sept d'or 1989 : Meilleure fiction
- Sept d'or 1989 : Meilleur scénario
- Sept d'or 1989 : Meilleur réalisateur de fiction pour Jacques Ertaud

## Commentaires
Véritable fresque retraçant l'histoire de Maria Vandamme dans le Nord, du Second Empire à la Commune de Paris, cette mini-série sur TF1 a tenu en haleine des millions de spectateurs dès le 16 janvier 1989. Elle fut récompensée de trois Sept d'or.
Feuilleton adapté du roman de Jacques Duquesne, Maria Vandamme est une œuvre jouant sur l'émotion au travers du caractère fort de ses personnages, notamment de Maria. Fidèle témoin de la fin de siècle tourmentée que fut celle du XIXe siècle, un des feuilletons le plus touchant de la fin des années 80. Son succès fut tel qu'une suite a eu lieu, retraçant par un second feuilleton, la vie de Catherine Courage, la fille de Maria Vandamme au début du XXe siècle.
L'auteur, Jacques Duquesne, originaire du Nord, fait un clin d'œil à Gondecourt, petit village au sud de Lille où sa propre famille a vécu ; il faut toutefois préciser, s'il y a bien choisi certains patronymes, qu'il a chois des prénoms et des professions sans aucun rapport avec la réalité d'aujourd'hui, ni en relation avec son récit. 
Corinne Dacla fut révélée par cette mini-série au début des années 1990.